# J. Anthony Hughes
Joseph Anthony „Tony“ Hughes, auch Anthony Hughes (* 2. Mai 1904 in New York City; † 11. Februar 1970 in Pasadena, Kalifornien) war ein US-amerikanischer Theater- und Film-Schauspieler sowie Radiosprecher.

## Leben
J. Anthony Hughes, der im Laufe seiner Karriere auch als Tony Hughes oder Anthony Hughes auftrat, gab sein Filmdebüt 1930 in Service Stripe, einem von Warner Bros. produzierten Kurzfilm. Fünf Jahre später folgte mit Edward Sedgwicks Murder in the Fleet (1935) der erste abendfüllende Spielfilm. Bis 1961 war Hughes in über 90 Filmen und Fernsehserien zu sehen, die meisten Engagements nahm er in den späten 1930er und frühen 1940er Jahren wahr. Der dunkelhaarige Mime gab nahezu ausschließlich Nebencharaktere und wurde oftmals nicht in den Credits genannt, sein Rollenspektrum reichte von Arbeitern über Polizisten, Militärangehörige und Reporter bis hin zu Sporttrainern. In Das rote Telefon … Alarm! (1958) spielte er einen fiktiven Gouverneur von New York. Hughes trat unter bekannten Regisseuren wie Raoul Walsh, Michael Curtiz, Monty Banks und Billy Wilder auf.
Von 1929 bis 1935 war er außerdem am Broadway zu sehen, u. a. in der Komödie City Haul (1929–1930) und in dem von Lora Baxter und Ralph Murphy geschriebenen Melodram The Black Tower (1932).
Als Radiosprecher beteiligte sich Hughes an jeweils einer Folge von Lux Radio Theater (1940) und This Is Your FBI (1952). Er war zudem eine von acht Personen, die in der von NBC und CBS produzierten Sendung Betty And Bob der Figur des Bob Drake ihre Stimme liehen.
Hughes starb im Alter von 65 Jahren an den Folgen seines Alkohol- und Barbituratmissbrauchs.

## Filmografie (Auswahl)
- 1935: Blutige Perlen (Whipsaw)
- 1936: Fünflinge (The Country Doctor)
- 1938: Chicago (In Old Chicago)
- 1938: Gateway
- 1939: Damals in Hollywood (Hollywood Cavalcade)
- 1939: Zwölf Monate Bewährungsfrist (Invisible Stripes)
- 1940: Charlie Chan auf Kreuzfahrt (Charlie Chan’s Murder Cruise)
- 1940: Wundervolles Weihnachten (Beyond Tomorrow)
- 1940: Nachts unterwegs (They Drive by Night)
- 1941: Buck Privates
- 1941: Laurel und Hardy: Schrecken der Kompanie (Great Guns)
- 1942: Blondie Goes to College
- 1942: Helden der Lüfte (Captains of the Clouds)
- 1944: Ledernacken (Marine Raiders)
- 1944: Schlüssel zum Himmelreich (The Keys of the Kingdom)
- 1952: Gang Busters (Fernsehserie, eine Folge)
- 1952: Crown Theatre with Gloria Swanson (Fernsehserie, eine Folge)
- 1953: The Abbott and Costello Show
- 1955: The Mickey Rooney Show (Fernsehserie, eine Folge)
- 1955: The Ford Television Theatre (Fernsehserie, eine Folge)
- 1955: Daddy Langbein (Daddy Long Legs)
- 1955: Gegen alle Gewalten (I Died A Thousand Times)
- 1957: Streifenwagen 2150 (Highway Patrol)
- 1957: Lindbergh – Mein Flug über den Ozean (The Spirit of St. Louis)
- 1958: Alfred Hitchcock präsentiert (Alfred Hitchcock Presents) (Fernsehserie, eine Folge)
- 1958: Das rote Telefon … Alarm! (The Lost Missile)
- 1958/59: Lassie (Fernsehserie, zwei Folgen)
- 1959: Ein Schuß und 50 Tote (Alias Jesse James)
- 1959: Warlock
- 1959: Der Mann aus Philadelphia (The Young Philadelphians)
- 1959: Der zweite Mann (The Deputy) (Fernsehserie, eine Folge)
- 1959: Die Unbestechlichen (The Untouchables) (Fernsehserie, eine Folge)
- 1961: Wells Fargo (Fernsehserie, eine Folge)